# Omo Morto
L'Omo Morto è una montagna delle Alpi Apuane, in Toscana, alta 1678 metri. Appartiene al Gruppo delle Panie e si trova tra i comuni di Molazzana e Fabbriche di Vergemoli, in Provincia di Lucca.

## Toponimo
Il nome "Omo Morto" deriva dal particolare profilo della montagna, che visto da certe angolazioni ricorda la sagoma di un uomo disteso, con il volto rivolto verso il cielo. Secondo Raffaello Raffaelli, "tutte le parti del corpo umano, ed in ispezieltà del capo, risultano con evidenza agli occhi di ognuno che ne conosca la posizione e tutti guardandolo esclamano: ecco là il gigante morto."

## Geografia
Si tratta di una singolare cresta montuosa situata al centro delle Panie. La cresta si sviluppa tra la Focetta del Puntone e la Pania Secca, formando un profilo che somiglia a quello di un uomo coricato.
Il rilievo è ben visibile da tutta la catena apuana, in particolare dalla Versilia, dalla Garfagnana e dalla valle del Serchio. Costituisce un confine naturale tra i comuni di Molazzana e Vergemoli, entrambi in provincia di Lucca.

## Caratteristiche morfologiche
La cresta dell'Omo Morto è un'isola scistosa in mezzo al paesaggio calcareo delle Panie. Il punto più alto è il "Naso", noto anche come Puntone di Mezzo al Prato, che raggiunge i 1.678 metri.
Le varie parti del viso sono riconoscibili: sopracciglio, occhi, naso, bocca, mento e anche una "capigliatura" formata da un boschetto. Il versante settentrionale è prativo, mentre quello meridionale è uno strapiombo di circa 700 metri, con rocce e canali di interesse alpinistico.

## Escursionismo
La cresta è facilmente accessibile da diversi sentieri:
- dalla Foce del Piglionico: con i sentieri 7 e 127 (1h 30').
- da Isola Santa: sentieri 9, 127 e 139, attraversando Col di Favilla.
- da Levigliani o Passo di Croce: sentieri 9, 129 e 126.
- da Stazzema: attraverso Foce di Valli e sentiero 7 (Cresta Pulita).

Dal Rifugio Rossi, posto sul versante settentrionale, si sale in circa 10 minuti al "Mento" e poco più al "Naso", da cui si godono ampi panorami sulle Apuane.

## Flora
Il luogo è rinomato anche per la fioritura: tra le specie rare si segnalano Aquilegia di Bertoloni e l'Astrantia pauciflora, endemica delle Apuane.

## Leggende
Il profilo dell'Uomo Morto ha dato origine a varie leggende popolari. Alcuni vi hanno riconosciuto Dante Alighieri, altri Napoleone Bonaparte, altri ancora semplicemente un gigante addormentato. Non mancano racconti romantici su pastorelli innamorati pietrificati.

## Fonti
1. 1 2 3   ESCURSIONI APUANE - UOMO MORTO, su www.escursioniapuane.com. URL consultato il 30 marzo 2025.
2. 1 2 3 4  Fabio Frigeri, "Lo Spazio di Fabio – Uomo Morto", sez. Geografia
3. 1 2 3 4  Fabio Frigeri, "Lo Spazio di Fabio – Uomo Morto", sez. Morfologia
4. 1 2 3  Fabio Frigeri, "Lo Spazio di Fabio – Uomo Morto", sez. Escursionismo
5. 1 2  "La leggenda dell’Uomo Morto", Mulinodell’Isola. URL: mulinoisola.it
6. ↑   Paolo Fantozzi, Storie e leggende della Versilia.

- Fabio Frigeri, "Lo Spazio di Fabio – Uomo Morto", 16 febbraio 2009. URL: escursioniapuane.com
- Raffaello Raffaelli, citato in "Lo Spazio di Fabio – Uomo Morto".
- A. Fantozzi, *Storie e leggende delle Apuane* (citato).
- "La leggenda dell'Uomo Morto", Mulinodell'Isola. URL: mulinoisola.it